# Canadian National 3502
A Canadian National 3502 egy MLW M-420W dízel-elektromos mozdony volt, amely a Canadian National Railway (CN) tulajdonában és üzemeltetésében volt, és amely akkor vált híressé, amikor 1998-ban egy súlyos hóvihar idején a Québec tartományban található Boucherville városának vészhelyzeti áramfejlesztőjeként szolgált.

## Általános története
A CN 3502 (gyártási szám: 6071-03) 1973 májusában épült a Montreal Locomotive Works által M-420W típusú dízel-elektromos mozdonyként. A mozdony egy nagyobb CN-rendelés részeként épült meg a 4929-es rendelési számon.
Miután a mozdony a CN-nél bevételi szolgálatba állt, kezdetben a 2502-es pályaszámot viselte. A mozdony 1987-ben 3502-es pályaszámot kapta, miután csökkentették az üzemanyag- és homoktartály-kapacitását. Ezeket a módosításokat 1994-ben visszaállították, ennek ellenére a mozdony megtartotta új pályaszámát.
A CN 3502-t 1998-ban, miután Boucherville-ben megjavították az áramfejlesztőként való használata után, eladták az Ottawa Valley Railwaynek. 1999-ben a mozdonyt ismét eladták, ezúttal a Southern Ontario Railway részére, ahol 2003-ig maradt szolgálatban, amikor is eladták a Hudson Bay Railwaynek. A Hudson Bay Railwaynél 2007-ig maradt használatban, amikor is kivonták és leselejtezték.

## Vészhelyzeti áramfejlesztőként való használata
Az 1998-as hóviharok idején Boucherville városában több súlyos hóvihar után megszűnt az áramszolgáltatás. Szükségessé vált a sürgősségi és alapvető szolgáltatások helyreállítására, ezért Francine Gadbois, a város polgármestere kérte, hogy a Canadian National Railway szállítson egy mozdonyt a városháza közelében lévő vasúti átjáróhoz. Miután megérkezett, a mozdonyt egy nagy daru leemelte a sínekről, és az utcára tette, ahonnan körülbelül 1000 láb (305 m) távolságot a saját erejéből tett meg a városháza felé, menet közben barázdákat vájva a járdába. Ott csatlakozott a város elektromos hálózatához, és így egy hordozható áramfejlesztővé vált.
Az elektromos hálózatra való csatlakoztatás után a mozdony 375 kW teljesítmény leadására volt beállítva 60 hertzen. Ez lehetővé tette, hogy a mozdony több önkormányzati épület és a segélyszolgálatok számára is áramot szolgáltasson. Miután 1998. január 17-én helyreállt a hálózati áramellátás, a mozdony ismét a saját erejéből visszahajtották a sínek mellé, majd egy daru visszatette a sínpályára. Ezt követően ki kellett javítani a futóműben és más alkatrészekben keletkezett károkat, amelyeket az úton való közlekedés miatt szenvedett el.

### CN 3508
Egy másik CN M-420-ast, a CN 3508-at is leemelték a sínekről, azzal a szándékkal, hogy azt egy helyi középiskola áramellátására használják, amelyet a helyi lakosok számára vészhelyzeti melegedőállomásként használtak volna. Az óvóhelyhez való eljutáshoz azonban a CN 3508-nak egy felüljárón kellett volna áthaladnia, és végül úgy döntöttek, hogy a felüljáró nagy eséllyel összeomlana a mozdony 117,93 t (116,07 angol tonna; 130,00 amerikai tonna) súlya alatt, így a városnak egy újabb vészhelyzettel kellett szembenéznie, és a Canadian National Railwaytől néhány aggódó telefonhívást is kapott. Ennek eredményeképpen a CN 3508-as mozdonyt a Boulevard de Montarville utcában parkolták le, mint vészhelyzeti tartalékot, amíg az elektromos hálózat helyre nem állt.
Ezt követően a CN 3508-as mozdonyt visszavitték a sínekre és szervizelték, mivel a futóművében keletkezett kisebb sérülések miatt az is javításra szorult.

### Technikai részletek
Mindkét mozdonyt egy 1950 lóerő leadására képes 131,4 literes, négyütemű, turbós, V12 elrendezésű ALCO 251C típusú dízelmotor hajtotta.
Normál körülmények között ezek a hatalmas motorok vontatógenerátorokat hajtottak, amelyek áramot küldtek a vontatómotoroknak, amelyek pedig a kerekeket hajtották. Azonban, ahogyan azt boucherville-i használatuk is igazolja, ezt az energiát a mozdonyon kívüli felhasználásra is át lehetett irányítani, például a városi épületek energiaellátására. Ahhoz, hogy ilyen körülmények között áramot szolgáltasson, a V12-es főhajtóművet úgy kellett beállítani, hogy meghatározott, állandó fordulatszámon működjön, hogy a legtöbb észak-amerikai közműszolgáltató által használt 60 hertzes váltakozó áramot termeljen.
A többnapos vészhelyzeti áramfejlesztőként való használat során a CN 3502 motorja folyamatosan 375 kilowatt váltakozó áramot termelt, amelyet az önkormányzati épületek és a mentőszolgálatok használtak.

## Fordítás
- Ez a szócikk részben vagy egészben  a   Canadian National 3502 című angol Wikipédia-szócikk ezen változatának fordításán alapul.  Az eredeti cikk szerkesztőit annak laptörténete sorolja fel. Ez a jelzés csupán a megfogalmazás eredetét és a szerzői jogokat jelzi, nem szolgál a cikkben szereplő információk forrásmegjelöléseként.